# Німан (футбольний клуб)
ФК Німан Гродно — білоруський футбольний клуб з міста Гродно, заснований в 1964 році. З 1992 року бере участь в Вищій лізі Білорусі. Кольори клубу: жовтий та зелений. Попередники клубу в чемпіонаті БРСР — збірна Гродно (1940), «Динамо» Гродно (1945), «Локомотив» Гродно (1946–1955), «Німан» Гродно (1957–1963).

## Колишні назви
- «Німан» (1964–1971)
- «Хімік» (1972–1992)
- «Німан» (1993–1998)
- «Німан-Белкард» (1999–2001)
- «Німан» (з 2002 року)

## Досягнення
- Срібний Призер Вищої ліги (2): 2002, 2023.
- Володар Кубка Білорусі (3): 1993, 2024, 2025.
- Фіналіст Кубка Білорусі (2): 2011, 2014.
- Найвище досягнення в чемпіонатах СРСР — 1 місце у восьмій зоні другої ліги 1980.
- Найвище досягнення в Кубках СРСР — 1/8 фіналу 1986—1987.
- Найбільша перемога в чемпіонатах Білорусі- 8:0 (Комунальник Слонім, 2000).

## Список всіх головних тренерів клубу
| Головний тренер       | Період                           |
| --------------------- | -------------------------------- |
| Юрій Мохов            | Березень 1964 — січень 1965      |
| Вадим Радзишевський   | Січень 1965 — січень 1970        |
| Євген Глембоцької     | Січень 1970 — Травень 1973       |
| Отарі Дзідзігурі      | Травень 1973 — 11 червня 1974    |
| Володимир Заболотська | 11 червня 1974 — 10 вересня 1975 |
| В'ячеслав Сіваков     | 10 вересня 1975 — Квітень 1990   |
| Володимир Грішановіч  | Квітень 1990 — 7 квітня 1992     |
| Станіслав Уласевіч    | 7 квітня 1992 — 17 вересня 1993  |
| Валерій Яночкін       | 17 вересня 1993 — Квітень 1995   |
| Іван летяга           | Квітень 1995 — 22 травня 1996    |
| В'ячеслав Сіваков     | 22 травня 1996 — січень 1997     |
| Олег Севостьянік      | Січень 1997 — 1 вересня 1997     |
| Сергій Солодовников   | 1 вересня 1997 — 28 січня 1998   |
| В'ячеслав Сіваков     | 28 січня 1998 — 22 травня 1998   |
| Сергій Солодовников   | 22 травня 1998 — 30 червня 2005  |
| Сергій Нефедов        | 30 червня 2005 — грудень 2005    |
| Володимир Курно       | 2006                             |
| Людас Румбутіс        | 2007                             |
| В'ячеслав Акшай       | Січень 2008 — липень-січень 2008 |
| Олег Радушко          | Липень-січень 2008 — липень 2010 |
| Олександр Корєшков    | Липень 2010 — серпень 2011       |
| Сергій Солодовников   | Серпень 2011 — квітень 2016      |
| Володимир Курно       | Квітень — червень 2016           |
| Ігор Ковалевич        | Червень 2016 —                   |

## Відомі гравці
| - Олександр Прохоров - Олександр Бокий - Сергій Солодовников - Ігор Кріушенко - Сергій Гуренко - Сергій Давидов - Олександр Сулима - Сучков Олексій В'ячеславович - Дмитро Ровнейко - Віталій Надіевський | - Максим Бордачов - Веремко Сергій Миколайович - Сергій Сосновський - Олександр Алумона - Ігор Чумаченко - Олег Страханович - Іван Пєха - Дурай Тарас Богданович - Рожок Сергій Володимирович |